# Hayashi Gahō
Hayashi Gahō (林 鵞峰, 21 de julho de 1618 – 1 de junho de 1680), também conhecido por Hayashi Shunsai|林 春斎|, foi um neoconfucionista japonês, filósofo e escritor.
Seguindo os passos de seu pai, Hayashi Razan, os seus trabalhos focaram-se nas virtudes e na ordem neoconfucionista.

## Trabalhos seleccionados
- Kan'ei shoka keizu-den (com Hayashi Razan), uma genealogia de famílias guerreiras.[2]
- Honchō tsugan (com Haayshi Razan), uma história do Japão.[2]
- Kokushi jitsuroki.[2]
- Nihon Ōdai ichiran.[2]
- Kan'ei keizu (1643).[2]